# Пашковский (посёлок)
Па́шковский — упразднённый посёлок городского типа в Краснодарском крае. Являлся административным центром Пашковского сельского округа Карасунского внутригородского округа города Краснодар. С 2004 года является микрорайоном Краснодара.

## История
Пашковское куренное селение черноморских казаков было основано в 1794 году — одно из 40 начальных поселений черноморцев на Кубани. Название перенесено с куреня Запорожской Сечи. К 1821 году в поселении было 165 домов.
С 1842 года — станица Пашковская.
В 1882 году в станице Екатеринодарского уезда Кубанской области — 1011 дворов, православная церковь, мужская школа, почтовая станция, 12 лавок, 10 питейных заведений и 20 ветряных мельниц. Преобладали украинцы.
В 1908 году началось строительство трамвайной линии до Екатеринодара.
В 1926 году — центр Пашковского сельсовета Краснодарского района Кубанского округа Северо-Кавказского края. 4039 хозяйств, большинство населения было казаками. Украинцы составляли 78,7 % населения, великороссы — 18,3 %.
В 1936—1940 годах входил в черту города Краснодара.
В 1940—1953 годах станица была центром Пашковского района.
12 февраля 1943 года Красная Армия освободила станицу от немецко-фашистских захватчиков.
С 1954 года в административном подчинении Сталинского (Октябрьского) райсовета города Краснодара, с марта 1973 — Советского райсовета города Краснодара.
15 апреля 1958 года станица была преобразована в рабочий посёлок Пашковский.
В 2003 году посёлок городского типа Пашковский был включён в городскую черту Краснодара, в Карасунский внутригородской округ города Краснодара как микрорайон, одновременно являясь центром Пашковского сельского округа, объединяющего 6 сельских населённых пунктов.

## Население
| 1882    | 1897    | 1926    | 1939    | 1959    | 1970    | 1979    |
| ------- | ------- | ------- | ------- | ------- | ------- | ------- |
| 6839    | ↗11 313 | ↗17 990 | ↗20 422 | ↗32 692 | ↗38 426 | ↗44 528 |
| 1989    | 2002    |         |         |         |         |         |
| ↘33 741 | ↗43 077 |         |         |         |         |         |

## Интересные факты

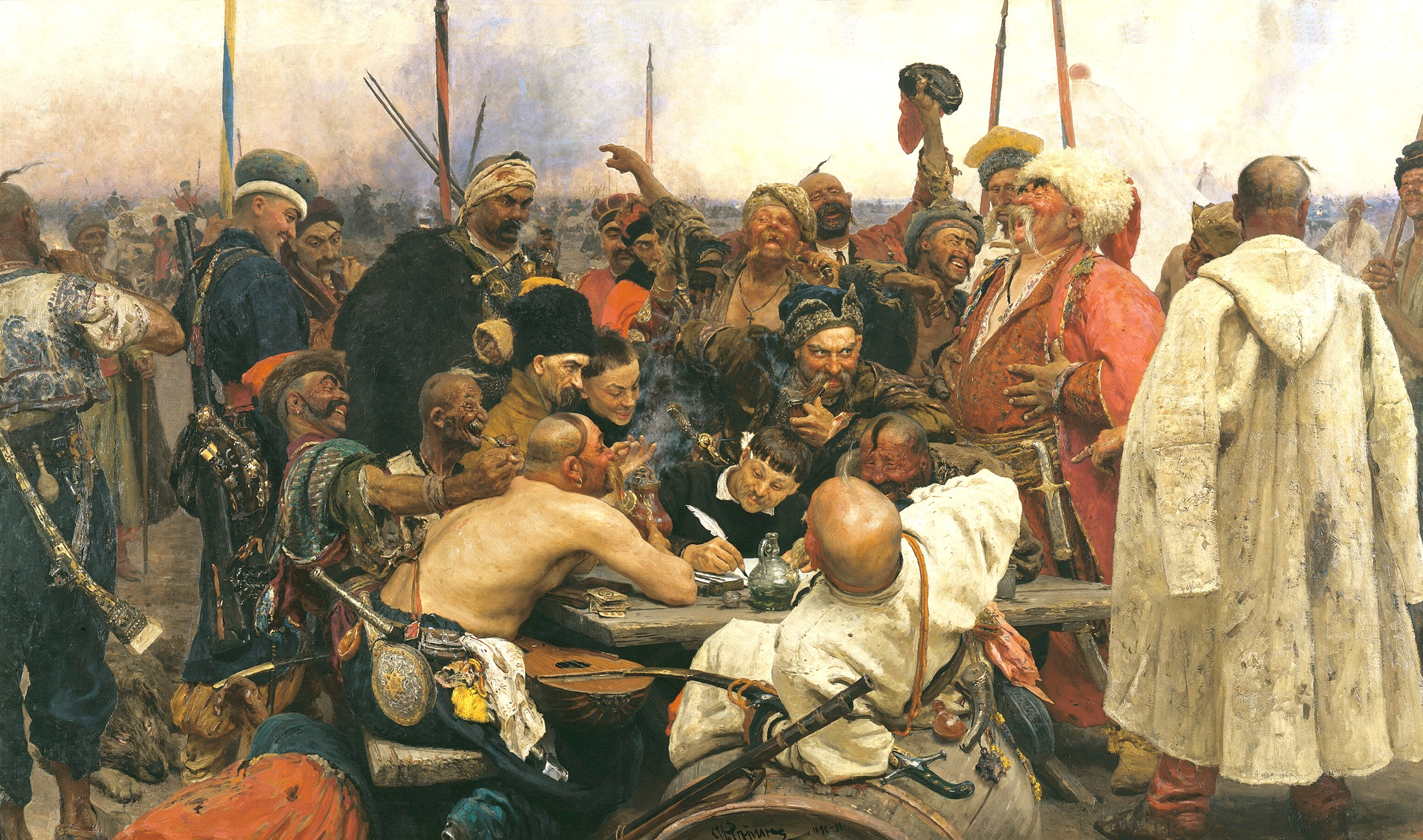

- В конце XIX века Илья Ефимович Репин работал в Пашковской над картиной «Запорожцы пишут письмо турецкому султану».
- В 1965 году в станице Пашковской был установлен обелиск с мраморной доской и именами захороненных советских летчиков[17][18]:

«Здесь в братской могиле похоронены летчики 46-го гвардейского Таманского Краснознаменного авиаполка:
Герой Советского Союза гв. лейтенант Носаль Евдокия Ивановна
гв. лейтенант Макогон Полина Александровна
гв. мл. лейтенант Свистунова Лидия Александровна
гв. ст. сержант Пашкова Юлия Федоровна
164-го отдельного гвардейского Керченского Краснознаменного разведывательного авиаполка:
гв. ст. лейтенант Гуров Николай Григорьевич
гв. ст. лейтенант Мареев Семен Семенович».